# Catedral de San Demetrio de Vladímir
La catedral de San Demetrio (ruso: Дмитриевский собор) es una catedral de la antigua ciudad rusa de Vladímir. La fecha más generalmente aceptada de finalización de su construcción es 1197, fecha en la que el icono del santo llegó a la catedral desde Bizancio (aunque estudios recientes dan 1191 como fecha más probable), durante el reinado del Gran Príncipe Vsévolod Gran Nido de Vladímir-Súzdal en honor de San Demetrio de Tesalónica. Dado que es una parte importante de los Monumentos Blancos de Vladímir y Súzdal, pertenece, como parte del conjunto, al Patrimonio de la Humanidad de la Unesco.

## Arquitectura
La estructura de la catedral está formada por una cúpula y cuatro pilares. En un principio estaba rodeada de galerías con torres que la conectaban al palacio del príncipe que se demolieron por error durante la restauración del siglo XIX (1838) por creer que eran estructuras mucho más modernas que el resto del edificio.
La catedral es famosa por sus tallas en piedra blanca y sus paredes están decoradas con casi 600 relieves que representan santos, animales reales y míticos. El más notable es el que representa al bíblico rey David en la zakomara (parte superior de los muros con forma de arco conopial) central de las tres caras que presenta el relieve, aunque también hay representaciones de Alejandro el Grande en el muro sur y de Sansón en el oeste.  El relieve de la cara norte incluye una figura del fundador de la catedral, el príncipe Vsévolod III. La mayoría de los relieves han sido conservados en su forma original aunque algunos se reemplazaron durante la restauración del siglo XIX. Aparte de la decoración interior han perdurado algunos fragmentos de frescos del siglo XII, sobre todo fragmentos de una composición sobre el Juicio Final.
En la actualidad, la catedral es parte del museo al aire libre de Vladímir-Súzdal.